# 渡辺明佳
渡辺 明佳（わたなべ さやか、12月20日 - ）は、日本の女性声優。東京都出身。マウスプロモーション所属。

## 経歴
2016年、ネクシード預かり所属。2018年、ネクシード退所。フリーを経て、2021年にマウスプロモーション所属。

## 人物
趣味はハンドメイドアクセサリー、お菓子作り、絵を描くこと、一人カラオケ、YouTubeでゲーム実況。

## 出演

### テレビアニメ
- サクガン（2021年、女性客C[2]）
- クラシック★スターズ（2025年、女子[3]）

### ゲーム
- ファントム オブ キル（グラーシーザ）
- 幽霊の子（幽霊の女の子）

### 吹き替え

#### 映画
- ナイトスイム（帽子の女の子）
- ファイブ・ナイツ・アット・フレディーズ（アビー〈パイパー・ルビオ〉）
- プラネタリウム（衣装係、アパートの少女 他）
- リヴォルト（少女、看護師 他）

#### ドラマ
- 愛しのホロ（ジヘ 他）
- スクール・オブ・ロック（サンドハル）
- 人間レッスン（ヘミン、ジエ 他）

#### アニメ
- セイディ・スパークス（ヴァル 他）

### 舞台
- コール
- 星々のお祭り～記憶の中のジャルダン～（街の人、ペトラ）
- ユメジュウヤ～キミヲ愛ス～